# Flin Flon Bombers
Flin Flon Bombers je kanadský juniorský klub ledního hokeje, který sídlí ve Flin Flonu v provincii Manitoba. Od roku 1986 působí v juniorské soutěži Saskatchewan Junior Hockey League. V letech 1967–1978 působil v soutěži Western Canada Hockey League. Své domácí zápasy odehrává v hale Whitney Forum s kapacitou 2 000 diváků. Klubové barvy jsou kaštanově hnědá a bílá.
Nejznámější hráči, kteří prošli týmem, byli např.: Chuck Arnason, Gene Carr, Bobby Clarke, Ted Hampson, Orland Kurtenbach, Reggie Leach, Dennis Polonich nebo Blaine Stoughton.

## Úspěchy
- Vítěz Memorial Cupu ( 1× )
  - 1957
- Vítěz SSHL ( 2× )
  - 1938/39, 1943/44
- Vítěz SJHL ( 8× )
  - 1951/52, 1952/53, 1953/54, 1955/56, 1956/57, 1958/59, 1959/60, 1992/93
- Vítěz MJHL ( 1× )
  - 1966/67
- Vítěz WHL ( 2× )
  - 1968/69, 1969/70

## Přehled ligové účasti
Zdroj: 
- 1938–1944: Saskatchewan Senior Hockey League
- 1948–1950: North Saskatchewan Junior Hockey League
- 1950–1966: Saskatchewan Junior Hockey League
- 1966–1967: Manitoba Junior Hockey League
- 1967–1968: Western Canada Junior Hockey League
- 1968–1978: Western Canada Hockey League (Východní divize)
- 1978–1986: bez soutěže
- 1986–1987: Saskatchewan Junior Hockey League
- 1988–2000: Saskatchewan Junior Hockey League (Severní divize)
- 2000–2004: Saskatchewan Junior Hockey League (Dodgeova divize)
- 2005–2010: Saskatchewan Junior Hockey League (Divize ITech)
- 2010–2012: Saskatchewan Junior Hockey League (Bauerova divize)
- 2012–2013: Saskatchewan Junior Hockey League (Severní divize)
- 2013– : Saskatchewan Junior Hockey League (Sherwoodova divize)